# Pre-Creedence
Pre-Creedence es un álbum recopilatorio del grupo The Golliwogs, que en 1968 cambiaron su nombre por el de Creedence Clearwater Revival, publicado en 1975 por Fantasy Records tras la disolución del grupo tres años antes.
El álbum está integrado por canciones grabadas y publicadas bajo el primer nombre del grupo, si bien las dos últimas canciones, publicadas en 1967 como sencillo de The Golliwogs, también fueron publicadas bajo el nombre de Creedence Clearwater Revival en 1968.
Todos los temas incluidos en Pre-Creedence serían posteriormente publicados en la caja recopilatoria Creedence Clearwater Revival: Box Set.

## Lista de éxitos
Todos los temas compuestos por John Fogerty excepto donde se anota.
1. "Don't Tell Me No Lies" – 1:55
2. "Little Girl (Does Your Mama Know)" – 2:40
3. "Where You Been" – 2:25
4. "You Came Walking" – 1:49
5. "You Can't Be True" – 2:41
6. "You Got Nothin' on Me" – 2:11
7. "Brown-Eyed Girl" – 2:26
8. "You Better Be Careful" – 2:19
9. "Fight Fire" – 2:22
10. "Fragile Child" – 2:36
11. "Walking on the Water" – 2:29
12. "You Better Get It Before It Gets You" – 2:49
13. "Porterville" – 2:20
14. "Call It Pretending" – 2:07 (J. Fogerty, T. Fogerty, Clifford, Cook)

## Personal
- John Fogerty: guitarra solista, voz y coros
- Stu Cook: bajo y piano
- Doug Clifford: batería
- Tom Fogerty: guitarra rítmica, voz y coros

- Datos: Q2277651